# Station Pouxeux
Station Pouxeux is een spoorwegstation in de Franse gemeente Pouxeux.